# Paolo Agostini (calciatore)
Paolo Agostini (Roma, 31 gennaio 1976) è un ex calciatore italiano, di ruolo centrocampista.

## Carriera
Dal 1997 al 2002 ha giocato in Serie B con Ravenna, Cesena e Ancona per un totale di 84 presenze nella serie cadetta.

## Palmarès

### Club

#### Competizioni nazionali
- Serie C1: 1

Ravenna: 1995-1996